# Gemma Frisius
Pour les articles homonymes, voir Frisius.
Gemma Frisius, né Jemme Reinerszoon, est un cartographe et mathématicien né à Dokkum (Frise) le 9 décembre 1508, mort à Louvain le 25 mai 1555 .

## Biographie

### Années de formation
Gemma Frisius enfant perd très jeune ses deux parents. Une malformation des jambes l'oblige à ne se déplacer qu'avec des béquilles. Il étudie d'abord à Groningue, puis est envoyé à la Pédagogie du Lys à Louvain. Il devient maître ès arts en 1528, puis s'inscrit au Collegium Trilingue.
Il enseigne à partir des environs de l'année 1529 les mathématiques puis la médecine. Il est médecin mais s'intéresse bien davantage à la cosmologie.

### Contributions à la géodésie et l'astronomie
Dans sa réédition de la Cosmographia de Peter Apian (1533), Gemma Frisius décrit sa technique de mesure des distances par triangulation, qui rappelle les méthodes de cheminement utilisées à l'époque par les arpenteurs flamands. Elle attire l'attention de Johannes Dantiscus, qui envisage de l’emmener à Frauenburg.
Infirme, Gemma Frisius s'est très probablement associé à Jacob van Deventer, ce dernier faisant les relevés sur le terrain selon ses méthodes.

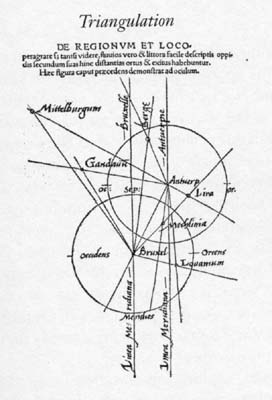
La triangulation selon Gemma Frisius (1533).

Au cours de ses observations astronomiques, Gemma Frisius a reporté les trajectoires de plusieurs comètes (en 1533, 1538, 1539) sur la sphère des étoiles fixes : elles ont été publiées par son fils Cornelis. 

### Le fabricant d'instruments
Il ouvre un atelier dédiée à la cartographie et travaille avec l'orfèvre Gaspard Van der Heyden et Bollaert, et l'éditeur Grapheus d'Anvers. Frisius a construit ou amélioré de nombreux instruments d'astronomie, comme le bâton de Jacob (qu'il a décrit dans son traité De Radio Astronomico, 1545), l'astrolabe (décrit et expliqué dans De Astrolabio, traité posthume de 1556) et surtout l'anneau astronomique (Tractatus de Annulo Astronomicae, 1534), dont la précision a été célébrée par Tycho Brahe et Kepler. Gemma Frisius est également un des premiers vulgarisateurs de la cosmologie.
Son traité De locorum describendorum ratione (1540) contient une méthode de détermination des longitudes. On lui attribue également une partie des calculs qui aideront à la confection de l'horloge-astrolabe de la cathédrale Notre-Dame de Saint-Omer.
Les globes terrestres de son siècle se nourrissaient des découvertes incessantes faites par les explorateurs, corrigeant les incohérences ou les inventions des géographes de l'antiquité : ainsi le globe de 1535 de Gemma Frisius intègre les données des voyages de Marco Polo, de Ferdinand Magellan et de Pizarre. Un globe de 1536 de Gemma Frisius dépeint une zone dans le cercle polaire arctique, au nord d'un détroit séparant la « Terra Corterealis » et la « Baccalearum Regio » d'une projection vers l'ouest de « Groélãdia » (Groenland). Sur cette zone du globe figure l'inscription en latin: 

« Quij populi ad quos Ioés Scoluus danus peruenit circa annum 1476 »

— Ici les gens parmi qui, Joés Scolvus, un Danois, a pénétré vers l'année 1476
Cette inscription pourrait être une preuve de la légende concernant Jean Scolvus et son équipage qui aurait atteint les côtes de l'Amérique presque deux décennies avant Christophe Colomb.

### Postérité

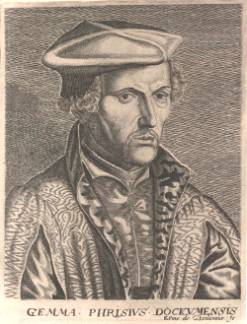
Gemma Frisius, gravure sur bois

Son œuvre en a fait le chef de l'école géographique néerlandaise, dont son élève Gerardus Mercator a été le plus brillant représentant. Trois autres de ses élèves deviendront célèbres : André Vésale en anatomie, Rembert Dodoens en botanique et Johannes Stadius en astronomie.
Le cratère lunaire Gemma Frisius a été nommé en son honneur.

## Œuvres

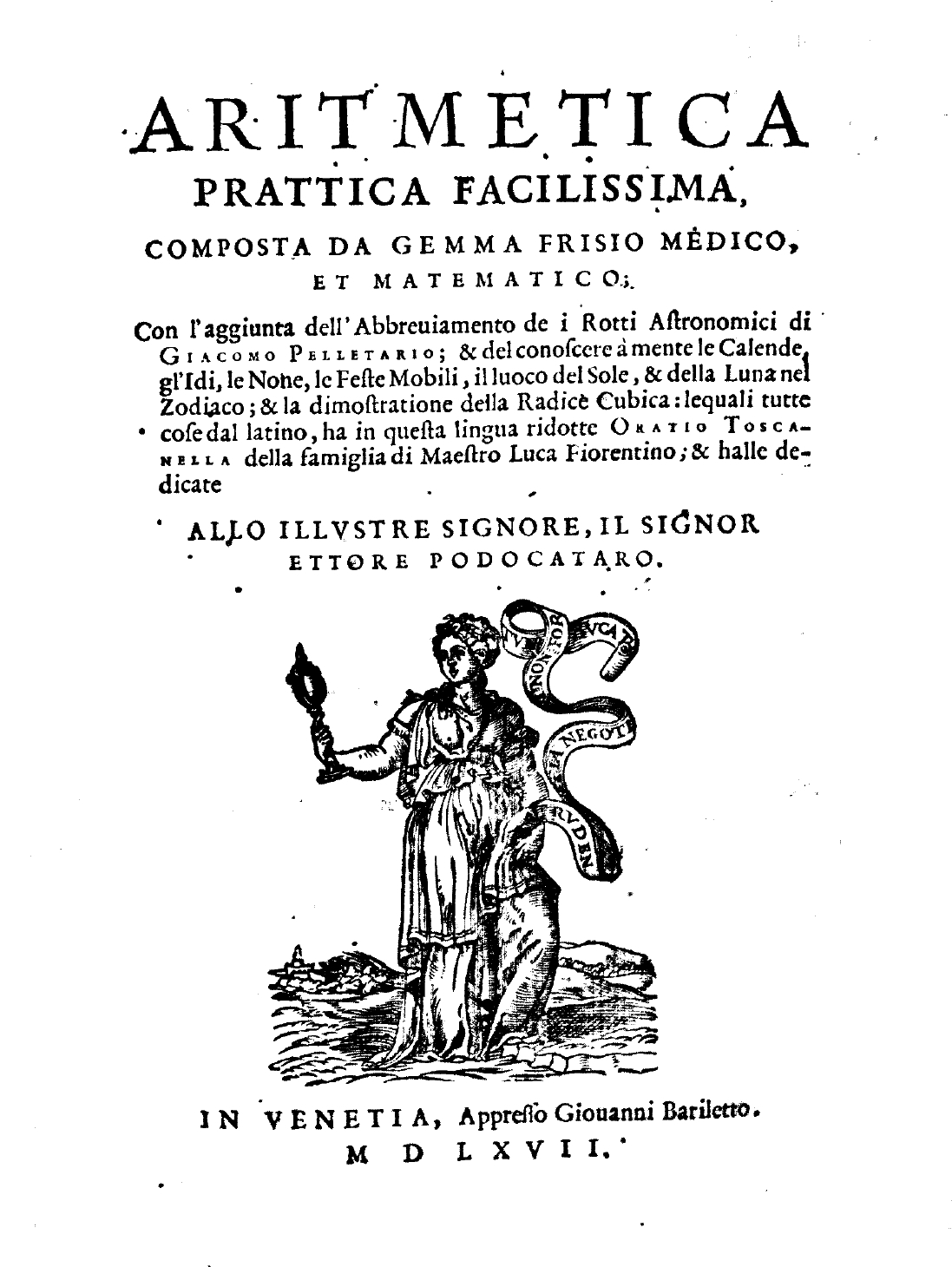
Aritmetica prattica facilissima, 1567

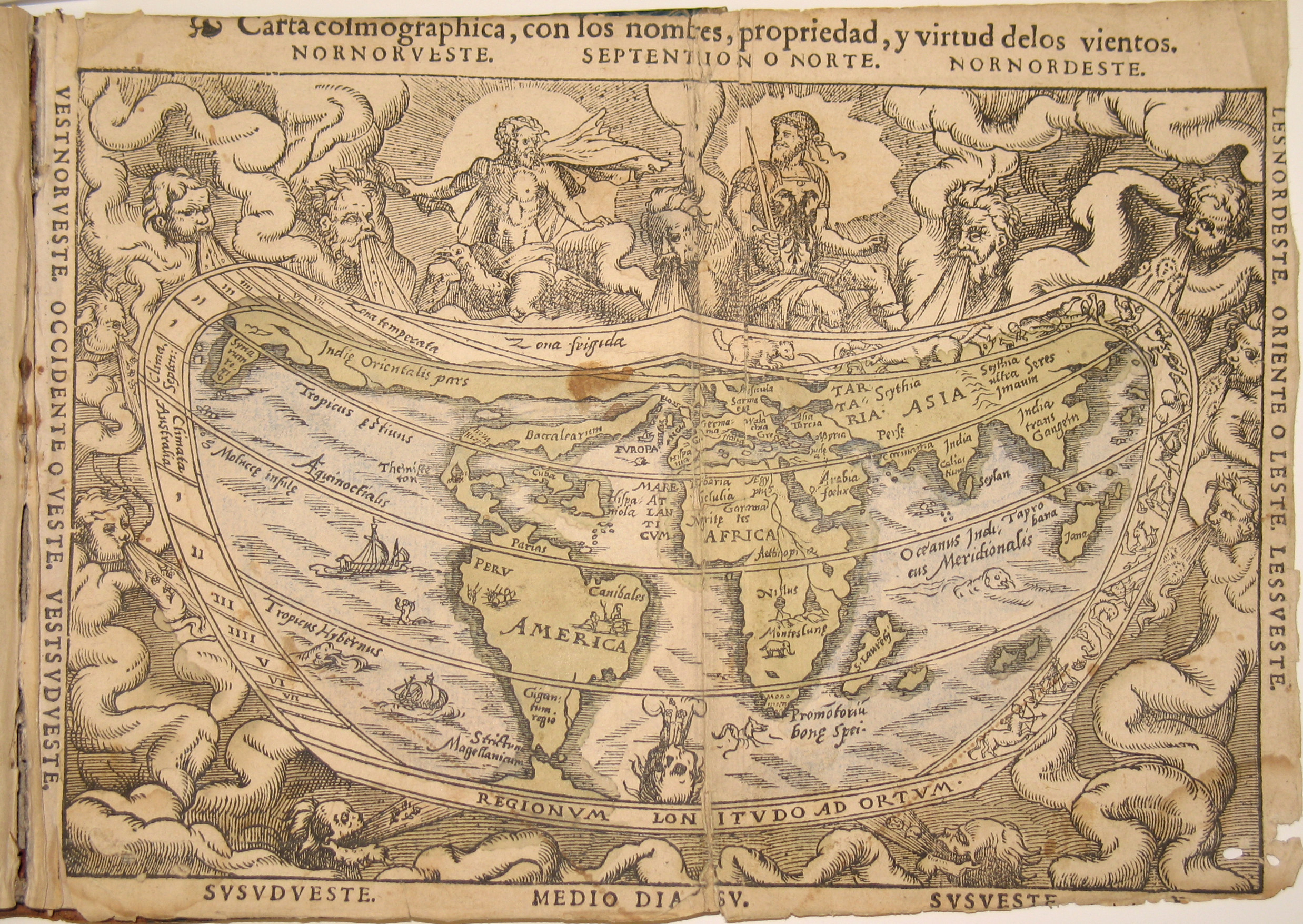
Carta Cosmographica, 1544

Sauf mention contraire, les ouvrages sont en latin.
- Cosmographicus liber Petri Apiani, Anvers, 1592[10]Il s'agit du livre de Peter Apian repris par Gemma Frisius
  - La Cosmographie de Pierre Apian, libvre très utile, traictant de toutes les régions et pays du monde par artifice astronomique, nouvellement traduict de latin en françois, et par Gemma Frison,... corrigé. Avecq aultres libvres du mesme Gemma sur Gallica, Anvers, 1544
- De principiis astronomiae et cosmographiae, 1530
  - Les principes d'astronomie & cosmographie : avec l'usage du globe sur Gallica, trad. fr. de Claude de Boissière, Paris, Guillaume Cavellat, 1556
- De locorum describendorum ratione, Anvers, 1533 (sur e-rara)
  - De la raison et manière d'écrire les lieux
- Arithmetica practicae methodus facilis, Anvers, 1540 (sur e-rara)
  - Traduction française de Claude de Boissière, 1556
- De usu annuli astronomici, 1539
  - La déclaration de l'usage de l'anneau astronomique, 1544, sur Gallica
  - Également traduit par Boissière, 1556
- Charta sive mappa mundi, Louvain, 1540Dédié à Charles Quint
- De astrolabo catholico, Anvers, 1540 (sur e-rara)L'édition en ligne est de 1556
- De radio astronomico et geometrico, Anvers, 1545
  - De radio astronomico et geometrico sur Google Livres, Ed. Guillaume Cauellat, Paris, 1558
- De orbis divisione et insulis rebusque nuper inventis, 1548